# Vantaan TAFT
I Vantaan TAFT  sono una squadra di football americano di Vantaa, in Finlandia.

## Storia
La squadra è stata fondata nel 1981 e ha vinto 1 volta il campionato finlandese e  1 volta l'EFAF Eurobowl. Nel 2017 avrebbero dovuto disputare la II-divisioona, ma si sono ritirati.

## Dettaglio stagioni

### Tornei nazionali

#### Campionato

##### Vaahteraliiga
| Stagione | regular season | regular season | regular season | regular season | regular season | regular season | playoff | playoff | playoff | playoff | playoff | playoff    | playoff           |
|          | Vin            | Par            | Per            | Tot            | PF             | PS             | Vin     | Per     | Tot     | PF      | PS      | risultato  | avversaria        |
| -------- | -------------- | -------------- | -------------- | -------------- | -------------- | -------------- | ------- | ------- | ------- | ------- | ------- | ---------- | ----------------- |
| 1982     | 4              | 0              | 6              | 10             | 111            | 260            | -       | -       | -       | -       | -       | -          | -                 |
| 1983     | 3              | 0              | 4              | 7              | 112            | 118            | 0       | 1       | 1       | 20      | 28      | Wild Card  | MAJS              |
| 1984     | 2              | 0              | 5              | 7              | 65             | 144            | 0       | 1       | 1       | 12      | 35      | Wild Card  | Turku Trojans     |
| 1998     | 0              | 0              | 10             | 10             | 90             | 526            | -       | -       | -       | -       | -       | -          | -                 |
| 2013     | 6              | 0              | 4              | 10             | 329            | 266            | 0       | 1       | 1       | 28      | 63      | Semifinale | Helsinki Roosters |
| 2014     | 4              | 0              | 6              | 10             | 209            | 233            | -       | -       | -       | -       | -       | -          | -                 |
| 2015     | 0              | 0              | 10             | 10             | 80             | 422            | -       | -       | -       | -       | -       | -          | -                 |
| 2016     | 1              | 0              | 11             | 12             | 167            | 394            | -       | -       | -       | -       | -       | -          | -                 |
| Totale   | 20             | 0              | 56             | 76             | 1163           | 2363           | 0       | 3       | 3       | 60      | 126     |            |                   |

Fonti: Enciclopedia del Football - A cura di Massimo Mezzetti

##### I-divisioona
| Stagione | regular season | regular season | regular season | regular season | regular season | regular season | playoff | playoff | playoff | playoff | playoff | playoff    | playoff              |
|          | Vin            | Par            | Per            | Tot            | PF             | PS             | Vin     | Per     | Tot     | PF      | PS      | risultato  | avversaria           |
| -------- | -------------- | -------------- | -------------- | -------------- | -------------- | -------------- | ------- | ------- | ------- | ------- | ------- | ---------- | -------------------- |
| 2010     | 6              | 0              | 2              | 8              | 268            | 183            | 2       | 0       | 2       | 82      | 51      | Campioni   | Oulu Northern Lights |
| 2011     | 8              | 0              | 0              | 8              | 305            | 95             | 2       | 0       | 2       | 74      | 27      | Campioni   | Kouvola Indians      |
| 2022     | 3              | 0              | 3              | 6              | 124            | 160            | -       | -       | -       | -       | -       | -          | -                    |
| 2023     | 2              | 0              | 4              | 6              | 135            | 198            | 0       | 1       | 1       | 0       | 54      | Semifinale | Tampere Saints       |
| Totale   | 19             | 0              | 9              | 28             | 832            | 656            | 4       | 1       | 5       | 156     | 132     |            |                      |

Fonti: Enciclopedia del Football - A cura di Massimo Mezzetti

##### II-divisioona
| Stagione | regular season | regular season | regular season | regular season | regular season | regular season | playoff | playoff | playoff | playoff | playoff | playoff    | playoff              |
|          | Vin            | Par            | Per            | Tot            | PF             | PS             | Vin     | Per     | Tot     | PF      | PS      | risultato  | avversaria           |
| -------- | -------------- | -------------- | -------------- | -------------- | -------------- | -------------- | ------- | ------- | ------- | ------- | ------- | ---------- | -------------------- |
| 2007     | 7              | 0              | 1              | 8              | 243            | 58             | 0       | 1       | 1       | 0       | 42      | Semifinale | Vaasa Vikings        |
| 2008     | 6              | 0              | 2              | 8              | 235            | 89             | 1       | 1       | 2       | 20      | 62      | Semifinale | Vaasa Vikings        |
| 2009     | 8              | 0              | 0              | 8              | 366            | 33             | 2       | 0       | 2       | 44      | 13      | Campioni   | Nokia Ghosthunters   |
| 2019     | 2              | 0              | 4              | 6              | 118            | 155            | 0       | 1       | 1       | 24      | 55      | Wild Card  | Oulu Northern Lights |
| 2020     | 2              | 0              | 2              | 4              | 69             | 68             | -       | -       | -       | -       | -       | -          | -                    |
| 2021     | 5              | 0              | 0              | 5              | 170            | 32             | 2       | 0       | 2       | 45      | 26      | Campioni   | Pirkkala Spartans    |
| Totale   | 30             | 0              | 9              | 39             | 1201           | 435            | 5       | 3       | 8       | 133     | 148     |            |                      |

Fonti: Enciclopedia del Football - A cura di Massimo Mezzetti

##### III-divisioona
| Stagione | regular season | regular season | regular season | regular season | regular season | regular season | playoff | playoff | playoff | playoff | playoff | playoff   | playoff    |
|          | Vin            | Par            | Per            | Tot            | PF             | PS             | Vin     | Per     | Tot     | PF      | PS      | risultato | avversaria |
| -------- | -------------- | -------------- | -------------- | -------------- | -------------- | -------------- | ------- | ------- | ------- | ------- | ------- | --------- | ---------- |
| 2018     | 1              | 0              | 6              | 7              | 38             | 196            | -       | -       | -       | -       | -       | -         | -          |
| Totale   | 1              | 0              | 6              | 7              | 38             | 196            | -       | -       | -       | -       | -       |           |            |

Fonti: Enciclopedia del Football - A cura di Massimo Mezzetti

### Riepilogo fasi finali disputate
| Anno              | Luogo    | Evento        | Fase del torneo | Incontro                            | Risultato |
| 1983              |          | Vaahteraliiga | Wild Card       | MAJS - Vantaan TAFT                 | 28 - 20   |
| 1984              |          | Vaahteraliiga | Wild Card       | Turku Trojans - Vantaan TAFT        | 35 - 12   |
| 25 agosto 2007    | Vantaa   | II-divisioona | Semifinale      | Vantaan TAFT - Vaasa Vikings        | 0 - 42    |
| 2008              |          | II-divisioona | Semifinale      | Vaasa Vikings - Vantaan TAFT        | 55 - 0    |
| 12 settembre 2009 | Vantaa   | II-divisioona | Finale          | Vantaan TAFT - Nokia Ghosthunters   | 30 - 7    |
| 28 agosto 2010    | Vantaa   | I-divisioona  | Spagettimalja   | Vantaan TAFT - Oulu Northern Lights | 38 - 13   |
| 13 agosto 2011    | Vantaa   | I-divisioona  | Spagettimalja   | Vantaan TAFT - Kouvola Indians      | 41 - 27   |
| 24 agosto 2013    | Helsinki | Vaahteraliiga | Semifinale      | Helsinki Roosters - Vantaan TAFT    | 63 - 28   |
| 24 agosto 2019    | Oulu     | II-divisioona | Wild Card       | Oulu Northern Lights - Vantaan TAFT | 45 - 24   |
| 11 settembre 2021 | Oulu     | II-divisioona | Rautamalja      | Pirkkala Spartans - Vantaan TAFT    | 13 - 25   |
| 12 agosto 2023    | Tampere  | I-divisioona  | Semifinale      | Tampere Saints - Vantaan TAFT       | 54 - 0    |

## Palmarès
- 1 Eurobowl (1986)
- 1 Vaahteramalja (1985)
- 4 Spagettimalja (1988, 1993, 2010, 2011)
- 2 Rautamalja (2009, 2021)
- 1 Campionato Under-19 a 11 (2008)
- 1 Campionato Under-19 a 7 (2017)
- 1 Campionato Under-17 a 11 (2001)
- 1 Campionato Under-15 a 11 (2017)
- 2 Campionati Under-15 a 9 (2014, 2015)
- 3 Dukes Tourney Under-19 (1995, 1996, 1997)